# WTTO-Fernsehsendemast
Der WTTO-Fernsehsendemast ist ein 609,6 Meter hoher Sendemast für die Verbreitung von Fernseh- und UKW-Programmen in der Nähe von Windham Springs in Alabama in den USA. Dieser 1962 für WTTO-TV aus Birmingham, Alabama errichtete Sendemast ist Eigentum von Capstar und gehört zu den höchsten Bauwerken der Welt.